# دوري كرة القدم الألباني الدرجة الأولى 1999–2000
دوري كرة القدم الألباني الدرجة الأولى 1999–2000 هو موسم من دوري كرة القدم الألباني الدرجة الأولى ‏. فاز فيه KF Besëlidhja Lezhë ‏.